# Chevrolet Citation
Citation é um modelo compacto da Chevrolet.